# Heteronyx simius
Heteronyx simius är en skalbaggsart som beskrevs av Blackburn 1890. Heteronyx simius ingår i släktet Heteronyx och familjen Melolonthidae. Inga underarter finns listade i Catalogue of Life.